# Palandsmühle
Palandsmühle ist eine Ortslage, die zu Bredelem in der Stadt Langelsheim im Landkreis Goslar in Niedersachsen gehört. 

## Geografie
Folgende Orte umgeben Palandsmühle:
- Ostharingen und Kunigunde im Norden
- Heißum im Nordnordosten
- Dörnten im Nordosten
- Hahndorf im Ostsüdosten
- Jerstedt im Südosten
- Astfeld im Südsüdosten
- Langelsheim im Südsüdwesten
- Hahausen im Westsüdwesten
- Rhode im Westen
- Bredelem im Nordwesten

Palandsmühle liegt an der Innerste südöstlich des Ostlutterschen Höhenzugs. Die Ortslage besteht aus etwa einem Dutzend Wohnhäusern und dem ehemaligen Mühlengelände.

## Geschichte
Ursprünglich war die Palandsmühle eine Holzschleifmühle, die mit der Wasserkraft der Innerste angetrieben wurde. Dazu wurde ein Mühlengraben als Abzweig angelegt. Nach der Stilllegung der Mühle wurde das Gelände in den 1950er-Jahren als Abfüllbetrieb für Getränke genutzt. In späteren Jahren folgten eine Brotfabrik und in den 1980er-Jahren ein Kunststoffproduzent. Heute befindet sich in den Gebäuden ein Lager für Tiefkühlware.
Mehrere Teiche nördlich der Palandsmühle werden vom Angelsportverein genutzt.

## Verkehrsanbindung
Palandsmühle liegt an einer Gemeindeverbindungsstraße, die Bredelem sowie die Landesstraße 516 zwischen Kunigunde und Langelsheim im Nordwesten mit Jerstedt im Südosten verbindet.
Die nächste Eisenbahn-Zugangsstelle ist der Bahnhof Langelsheim.

## Persönlichkeiten
- Friedrich Behme (1870–1958), Jurist, Amtsgerichtsrat, Fotograf, Geologe, Heimatforscher und Heimatkundler